# Floodland
Floodland – drugi album zespołu The Sisters of Mercy, wydany w 1987, osiągnął 9 pozycję na brytyjskiej liście najlepiej sprzedających się płyt, UK Albums Chart, przyczyniając się do światowej sławy zespołu.

## Informacje ogólne
Po rozpadzie zespołu w 1985 roku, Andrew Eldritch zdecydował się kontynuować pracę pod szyldem The Sisters of Mercy. Druga płyta zespołu została zrealizowana w pompatycznym, typowym dla producenta Jima Steinmana stylu, cechującym się udziałem chóru i rozbudowanych aranżacji, charakterystycznych dla muzyki poważnej (szczególnie utwory "This Corrosion" i "Dominion/Mother Russia", wyprodukowane i współprodukowane przez Steinmana). Na krążku znajduje się także jedyny utwór The Sisters of Mercy oparty tylko na śpiewie z towarzyszeniem fortepianu, zatytułowany "1959". Pomimo tego, że nie jest to album koncepcyjny, Floodland jest przepełniony tematami oraz obrazami powracającymi w kolejnych utworach.
Andrew Eldritch określił Floodland jako "świetny album". Pomimo ustawicznego sprzeciwu Eldritcha, Floodland został uznany za klasyczny album gotycki; amerykański magazy muzyczny Alternative Press umieścił go na 43 pozycji wśród 99 najlepszych albumów z lat 1985-1989, a także w kategorii "10 podstawowych albumów gotyckich".
Utwór "Lucretia My Reflection", ze swoją prawie dyskotekową, powtarzającą się linią basu, stał się bardzo popularny w klubach tanecznych w tym czasie. Eldritch powiedział o nim, że został napisany dla Morrison, która "zawsze robiła na mnie wrażenie osobowości w stylu Lukrecji Borgii". Natomiast utwór "This Corrosion", ze swoim pozornie bezsensownym tekstem, jest przypuszczalnie atakiem na Wayne'a Husseya. Piosenka ta pierwotnie miała być zamieszczona na albumie zespołu The Sisterhood, który jest przedsięwzięciem w całości wymierzonym w stronników Husseya, ale została pominięta w tamtym czasie, aby mogła zostać bardziej dopracowana.
Album "Floodland" był przełomem w muzyce gotyckiej. Przy zachowaniu mrocznego klimatu związanego z gotykiem, odkrywa on zupełnie nowe rejony estetyki nie związane wcześniej z tym stylem, jak choćby dużo większe użycie instrumentów klawiszowych zamiast gitar. Sama płyta stanowiła natchnienie dla kolejnego pokolenia zespołów, takich jak London After Midnight czy Switchblade Symphony.
Floodland został wznowiony w 2006 roku wraz z dwoma utworami bonusowymi, "Never Land" (całość) oraz "Emma" (cover przeboju Hot Chocolate, pierwotnie wydany na stronie B singla "Dominion" z 1988 roku).

## Kontrowersje
Andrew Eldritch stwierdził, że basistka Patricia Morrison, druga oficjalna postać w zespole The Sisters of Mercy w tamtym czasie, która brała udział w poprzednim projekcie Eldritcha, The Sisterhood, nie przyczyniła się do powstania materiału na tę płytę oraz nie brała udziału w nagraniach i została zatrudniona wyłącznie do celów promocyjnych. Początkowo Morrison bagatelizowała fakt, że jej nazwisko nie pojawiło się w opisie płyty, mimo że jej twarz widniała na okładce. W wywiadzie ze Steve'em Sutherlandem dla Melody Makera powiedziała: "Gdy spojrzysz na płyty Sióstr, to zauważysz, że zazwyczaj nie ma tam nazwisk osób, które grały. Andrew pisze piosenki, więc nie ma po co wymieniać innych nazwisk. Kiedy ukazał się album, doskonale zdawałam sobie z tego sprawę, ale nie przypuszczałam, że to zdezorientuje innych. Ludzie, którzy nie widzieli wywiadów, których udzieliliśmy, nie wiedzą, że jestem w zespole." Morrison twierdzi, że brała udział w nagraniach, lecz część jej ścieżek została usunięta przez Eldritcha.
The Sisters of Mercy nie promowało tego albumu występami na żywo.
Dwa ostatnie utwory na płycie CD są wzięte ze strony B 12-calowego singla z piosenką "This Corrosion". Zostało to dokonane wbrew woli Eldritcha, który twierdził, że nie pasują one do pozostałych piosenek. Według niego wydanie, na którym są umieszczone, miało być krótką, limitowaną edycją. Przy kolejnych wznowieniach albumu wytwórnia płytowa ignorowała prośby Eldritcha o ich pominięcie i płyta jest wydawana jako dziesięć utworów. Na wydaniu z 2006 roku te dwa utwory są opisane jako "Utwory dodatkowe".

## Lista utworów
Wszystkie utwory autorstwa Andrew Eldritcha. Produkcja Eldritch oraz Larry Alexander, oprócz "This Corrosion" – produkcja Jim Steinman, "Dominion/Mother Russia" – produkcja Steinman/Alexander/Eldritch, "Torch" – produkcja Eldritch.
Partie chóru na "Dominion/Mother Russia" oraz "This Corrosion" w wykonaniu The New York Choral Society.
Dodatkowy śpiew na "This Corrosion" – Holly Sherwood, Curtis King, Brenda King, Tawatha Agee, Gina Taylor, Vaneese Thomas.
1. "Dominion/Mother Russia" – 7:01
2. "Flood I" – 6:22
3. "Lucretia My Reflection" – 4:57
4. "1959" – 4:09
5. "This Corrosion" – 10:55
6. "Flood II" – 6:47
7. "Driven Like The Snow" – 6:27
8. "Never Land" (fragment) – 2:46

### Dodatkowe utwory na płycie CD
1. "Torch" – 3:51 (także na kasecie magnetofonowej)
2. "Colours" – 7:18

## Utwory bonusowe na wznowieniu z 2006 roku
1. "Never Land" (całość) – 11:59
2. "Emma" (Brown/Wilson) – 6:20

## Single
- This Corrosion – Wrzesień 1987 (#7)
- Dominion – Luty 1988 (#13)
- Lucretia My Reflection – Czerwiec 1988 (#20)